# Peter Mensah
Pour les articles homonymes, voir Mensah.
Peter Mensah, né le 27 août 1959 à Accra, est un acteur ghano-canadien.

## Biographie
Peter Mensah est principalement connu pour avoir joué dans les films 300 et Les Larmes du Soleil et pour avoir incarné le personnage d'Œnomaüs dans la série télévisée Spartacus : Le Sang des gladiateurs, sa préquelle Spartacus : Les Dieux de l'arène, et dans Spartacus : Vengeance.
Il prête sa voix et son physique au personnage du sergent Zach Hammond dans le jeu vidéo Dead Space.

## Filmographie

### Cinéma
- 1998 : Le Train de l'enfer : Hugh
- 2000 : Bruiser : Skinhead
- 2000 : The Golden Spiders: A Nero Wolfe Mystery : Mort Erwin
- 2000 : Enslavement: The True Story Of Fanny Kemble : Quaka
- 2000 : The Perfect Son : The Tall Gay Basher
- 2001 : Harvard Story : Cyrill The Butler
- 2001 : Jason X : Sergent Brodski
- 2002 : Triggerman : Boxer
- 2002 : Conviction : T-Bone
- 2002 : Cypher : Garde du coffre
- 2003 : Les Larmes du Soleil : commandant Terwase
- 2004 : Hidalgo : Jaffa
- 2006 : 300 : le Messager
- 2008 : The Seed
- 2008 : L'Incroyable Hulk : général Joe Geller
- 2009 : Avatar : chef du « Clan des chevaux »
- 2010 : City Of Shoulders : docteur Lucas Andreisherm
- 2014 : 300 : La Naissance d'un empire : l'entraîneur d'Artémise et le messager perse
- 2018 : Le Roi Scorpion : Le Livre des âmes : Nebserek
- 2021 : Snake Eyes de Robert Schwentke
- 2024 : Gladiator 2 de Ridley Scott
- 2025 : Trust de Carlson Young

### Télévision
- 1995 : Alice et les Hardy Boys : Simon (1 épisode)
- 1997 : Exhibit: A Secrets Of Forensic Science : Charles Ssenyonga (1 épisode)
- 1997 : Les Repentis (1 épisode)
- 1998 : Nikita : Taylor (1 épisode)
- 1998 : FX, effets spéciaux : Vincent (1 épisode)
- 1999 : L'Immortelle : Raphaël (1 épisode)
- 1999 : Invasion planète Terre : Alan (1 épisode)
- 2000 : The City : Lang (1 épisode)
- 2000 : Twich City : gardien de prison (1 épisode)
- 2000 : Sydney Fox, l'aventurière : homme-médecine (1 épisode)
- 2001 : Blue Murder : Marlon Anderson (2 épisodes)
- 2001 : Les Enquêtes de Nero Wolfe : Arthur (3 épisodes)
- 2001 - 2002 : Witchblade : Hecter « moby » Mobius (2 épisodes)
- 2002 : Tracker : Marak (1 épisode)
- 2005 : Star Trek : Enterprise : Daniel Greaves (2 épisodes)
- 2008 : Terminator : Les Chroniques de Sarah Connor : général Perry (2 épisodes)
- 2010 : Flynn : capitaine des forces spéciales
- 2010 : Spartacus : Le Sang des gladiateurs : Œnomaüs (Doctore) (13 épisodes)
- 2011 : Spartacus : Les Dieux de l'Arène : Œnomaüs (6 épisodes).
- 2012 : Spartacus : Vengeance : Œnomaüs (10 épisodes).
- 2012 : True Blood : Kibwe Akinjide
- 2013 : Burn Notice : Marco Cabral (1 épisodes)
- 2015-2016 : Sleepy Hollow (Saison 3) : le Caché, une ancienne déité (rôle récurrent)
- 2017 : Midnight, Texas : Lemuel, un vampire
- 2018 : Marvel : Les Agents du SHIELD : Qovas (6 épisodes)
- 2020-2023 : Departure : Levi Hall (rôle principal, 18 épisodes)